# ساندرین مینویل
ساندرین مینویل (انگلیسی: Sandrine Mainville؛ زادهٔ ۲۰ مارس ۱۹۹۲) ورزشکار ورزش شنا اهل کانادا است.
وی در مسابقات کشوری و بین‌المللی در مجموع برندهٔ ۲ مدال طلا و ۶ مدال برنز شده‌است.